# Tambourelli
Tambourelli ist eine Spielvariante des Tamburello. Diese Spielform bekommt weltweit einen immer höheren Stellenwert. Seit 1975 werden jährlich die „World Tambourelli Championships“ ausgetragen. Neben England, Schottland und Deutschland wird Tambourelli noch in Schweden, Japan, Indien, Ungarn, Kosovo, Frankreich, China, Australien, Portugal, Dänemark, Tschechien, Wales, Irland  und Katalonien gespielt. Mit 7 Siegen bei den World Championships ist Malcolm Heyes der erfolgreichste Tambourelli-Spieler (SCO). Die erfolgreichsten deutschen Spieler sind Alexander Christen mit 5 Siegen bei den World Championships (2019, 2022, 2023, 2024 & 2025) und Sebastian Rose mit 2 Siegen bei den World Championships (2015 & 2018).

## Geschichte
Obwohl die Wurzeln des Tambourelli zurück in die 1950er Jahre nach Libyen führen, wurde das aktuelle Spiel mit den heutigen Regeln auf Schloss Stewart in Galloway (Schottland) im Jahr 1970 entwickelt. Seit 1975 werden jährlich die World Tambourelli Championships ausgetragen; 2013 erstmals in Deutschland (Dresden). Bei der Weltmeisterschaft 2015 im schottischen Newton Stewart konnte mit Sebastian Rose erstmals ein deutscher Spieler den WM-Titel in einem Einzelwettbewerb gewinnen. 2020 sowie 2021 wurden die Tambourelli-Weltmeisterschaften aufgrund der Maßnahmen zur Eindämmung des ''Coronavirus'' (SARS-CoV-2) abgesagt.

## Regeln

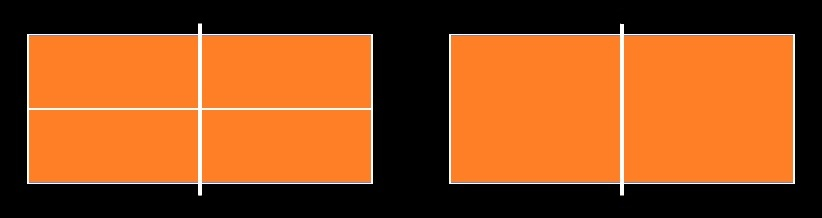
Spielfeld vom Tambourelli (links: Feld für Doppel, rechts: Feld Einzel)

- Feldmaße: 4,10 × 9,45 m (Einzel und Doppel); Netz: 1,75 m
- Merkmale: Feld ist im Doppel auch längs geteilt (4 Sektoren)
- Spielerzahl: Einzel oder Doppel
- Spielball: Badmintonball (Federball)

Per Los wird der aufschlagende Spieler bzw. das beginnende Doppel ermittelt. Der Spieler steht beim Service (Aufschlag) mit einem Fuß auf der Grundlinie, der zweite Fuß darf im Feld oder hinter der Grundlinie stehen. Nach Anpfiff des Spiels durch den Schiedsrichter muss der Spieler den Ball über das Netz in die gegnerische Spielhälfte schlagen. Beim Doppel muss der Aufschlag diagonal ausgeführt werden. Der Service ist nur gültig, solange der Aufschlag unter Schulterhöhe vollzogen wurde. Der Ball darf nicht das Netz berühren. Im Falle einer Netzangabe gilt die Angabe nicht als Fehler und der Aufschlag wird einfach wiederholt. Bei einer Fehlangabe (Ball bleibt im Netz hängen oder landet im „Out“) steht dem Spieler ein zweiter Versuch zur Verfügung. Der Ball ist im Out, wenn er die äußere Kante der Seitenaus- bzw. Grundlinie nicht mehr berührt. Die Spieler dürfen nicht mit dem Schläger über oder in das Netz greifen. Zuspiele im Team sind nicht erlaubt.
Die „Savevariante“ (Doppelberührung; nur im Doppel) ermöglicht einen ununterbrochenen Spielfluss. Das Doppel, welches diese Regel nutzt, kann  zwar in diesem Spielzug keinen Punkt gewinnen, jedoch können sie verhindern, dass das andere Team einen Punkt gewinnt. Wendet im selben Ballwechsel das andere Doppel ebenfalls das Save an, wird der Punkt wieder neutral ausgespielt.

### Zählweise
Ein Spiel wird wie folgt gezählt: 1, 2, 3, …, 21 Punkte. Alle fünf gespielten Punkte wechselt das Aufschlagsrecht. Wer zuerst 21 Punkte erreicht, gewinnt den Satz. Ein Match gilt als gewonnen, wenn der Spieler bzw. das Doppel zwei Sätze („Best of 3“) bzw. drei Sätze („Best of 5“) für sich entscheiden konnte. Welche der beiden Varianten gespielt wird, entscheidet der Turnierorganisator. Beim Stand von 20:20 wird so lange weiter gespielt, bis ein Spieler/Team zwei Punkte Vorsprung hat.

## Der Schläger

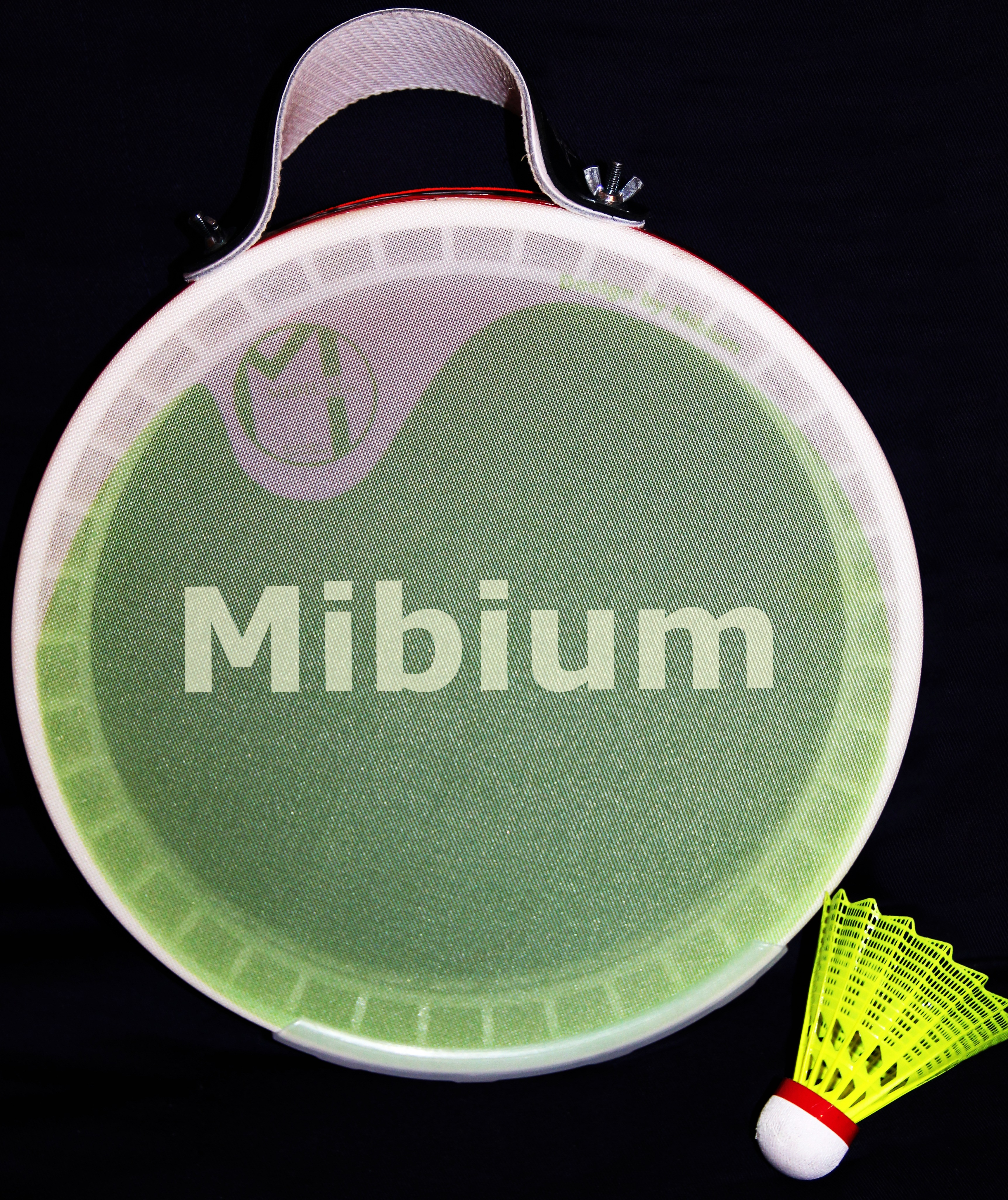
Schläger beim Tambourelli

Ungewöhnlich wirkt das verwendete Spielgerät auf den ersten Blick. Es ist ein kreisrunder und schaftloser Schläger, mit einer membranähnlichen Schlagfläche aus Nylon. Durch die außergewöhnlich starke Bestraffung (14 kN bis 35 kN [1.400 kg bis 3.500 kg]) ist nur wenig Kraft beim Spiel erforderlich, vielmehr Gefühl und Geschick, um den Ball so zu platzieren, dass der Gegner Mühe hat, ihn kontrolliert zurückzuspielen. Der Rahmen besteht aus ABS-Kunststoff und ist damit sehr robust.

## Spielvarianten
Neben dem Tambourelli gibt es noch das klassische Tamburello, das Tambeach sowie das Tam Indoor. Beim Tambeach stehen sich Einzelspieler oder zwei Doppel gegenüber, das Spielfeld ist entsprechend größer (7,50 × 24 m (Einzel); 11 × 24 m (Doppel); Netz: 2,10 m) und die Spielhälften werden durch ein Netz getrennt. Die Zählweise entspricht der beim Volleyball, jeder gewonnene Ball ergibt einen Punkt und die Sätze werden auf 12 Gewinnpunkte gespielt. Tambeach wird in der Regel auf Sand gespielt. Tam Indoor orientiert sich eher am klassischen Tamburello, es wird lediglich in einer Halle gespielt und die Abmessungen sind 34 × 16 m. Der Spielball ist nicht aus Gummi, sondern wie beim Tennis aus Filz. Es stehen 3 Spieler pro Team auf dem Feld.